# La Saveur des rāmen
Pour plus de détails, voir Fiche technique et Distribution.
La Saveur des rāmen est un drame franco-nippo-singapourien réalisé par Eric Khoo, sorti en 2018.

## Synopsis
De nos jours au Japon, Masato travaille avec son père et son oncle dans un restaurant de rāmen. À la mort de son père, il décide de partir à Singapour d'où sa mère, morte quand il avait 10 ans, était originaire. Il souhaite comprendre le passé de celle-ci et retrouver la recette du Bak kut teh de son oncle maternel.

## Fiche technique
- Titre : La Saveur des rāmen
- Titre original : Ramen Teh (情牽拉麵茶)
- Réalisation : Eric Khoo
- Scénario : Tan Fong Cheng et Wong Kim Hoh
- Photographie : Brian Gothong Tan
- Montage : Natalie Soh
- Musique : Kevin Mathews et Christine Sham
- Décors :
- Costumes : Meredith Lee
- Producteur : Tan Fong Cheng, Yutaka Tashibana, Masa Sawada, Eric Le Bot et Huang Junxiang
- Production : Zhao Wei Films, Wild Orange Artists, Comme des Cinémas et Version Originale
- Distribution : Art House Films et KMBO
- Pays d'origine :  Japon,  Singapour et  France
- Genre : Drame
- Durée : 90 minutes
- Dates de sortie :
  - Allemagne : 2 février 2018 (Berlin)
  - Singapour : 29 mars 2018
  - France : 
    - 6 juillet 2018 (Paris)
    - 3 octobre 2018 (en salles)

  - Belgique : 9 septembre 2018

## Distribution
- Takumi Saitō : Masato
- Jeanette Aw Ee-Ping : Mei Lian
- Mark Lee : Wee
- Beatrice Chien : Masam Lee
- Tsuyoshi Ihara : Kazuo
- Tetsuya Bessho : Akio
- Seiko Matsuda : Miki